# Alessandro Maganza
Alessandro Maganza, född 1556 i Vicenza, död 1631 i Venedig, var en italiensk konstnär.
Alessandro Maganza var son till konstnären Giovanni Battista Maganza och utbildades i faderns ateljé. Han fortsatte arbeta i stiltraditionen från Tintoretto och familjen Bassano.